# Carl De Geer (1918–1978)
Carl Gérard Louis De Geer, född den 20 september 1918 i Stockholm, död den 25 februari 1978 i Upplands Väsby, var en svensk friherre och företagsledare. Han var son till överceremonimästare Louis De Geer och Beth Tersmeden.
De Geer avlade juris kandidatexamen vid Uppsala universitet 1944 och bedrev studier vid Handelshögskolan i Stockholm 1945–1947 samt i Frankrike, Förenta staterna och England 1949–1950. Han anställdes vid Stockholms enskilda bank 1947, blev biträdande direktör där 1951, direktör 1954, och var vice verkställande direktör 1956–1970. De Geer var verkställande direktör för Investor från 1970 och hade ett stort antal styrelseuppdrag inom Sveriges näringsliv, varav flera ordförandeposter. Han innehade Leufsta och Stora Wäsby fideikommiss från 1953. De Geer invaldes som ledamot av Skogs- och lantbruksakademien 1964. Han blev riddare av Vasaorden 1962 och kommendör av samma orden 1973.